# Vera (seizoen 9)
Dit artikel vat het negende seizoen van Vera samen. Dit seizoen werd in het Verenigd Koninkrijk uitgezonden van 13 januari 2019 tot en met 3 februari 2019 en bevat vier afleveringen. 

## Rolverdeling

### Hoofdrollen
- Brenda Blethyn - DCI Vera Stanhope
- Riley Jones - DC Mark Edwards
- Jon Morrison - DC Kenny Lockhart
- Kenny Doughty - DS Aiden Healy
- Ibinabo Jack - DC Jacqueline Williams
- Paul Kaye - dr. Malcolm Donahue

## Afleveringen
| Nr. | Aflevering | Titel       | Schrijver             | Regisseur          | Selectie gastrollen | Uitzenddatum    |  |
| --- | ---------- | ----------- | --------------------- | ------------------ | --- | --------------- |  |
| 33 | 1          | Blind Spot  | Paul Logue            | Paul Gay           | Peter Davison - Matthew Wells Faith Alabi - Melanie Kirk Amira Ghazalla - Ava Caswell Sean Cernow - Paul Eastman           | 7 januari 2019  |  |
| Wanneer de beginnende forensische onderzoeker Joanne Caswell vermoord wordt gevonden, gaat Vera op onderzoek uit. Vera start haar onderzoek op een oude zaak die het slachtoffer recentelijk heropende, en het spoor leidt haar hopelijk naar de dader van de moord. |            |             |                       |                    | |                 |  |
| 34 | 2          | Cuckoo      | Paul Matthew Thompson | Lawrence Gough     | Mark Addy - Tony Briggs Sam Chapman - Declan Price Lorcan Cranitch - Roy Brewer Chelsea Edge - Kayleigh Mincham            | 20 januari 2019 |  |
| Wanneer Caden Lennon in een lokale haven wordt vermoord door messteken, gaat Vera op onderzoek uit. Het slachtoffer verliet recentelijk zijn toezicht van een maatschappelijk werker. Met weinig aanknopingspunten moet Vera nu zien deze zaak op te lossen, en zij komt dan snel in de wereld van bendes en drugsnetwerken. |            |             |                       |                    | |                 |  |
| 35 | 3          | Cold River  | Martha Hillier        | Carolina Giammetta | Elizabeth Berrington - Paula Shivani Ghai - Lisa Robert James-Collier - Richard Patrick Baladi - Ross Sonita Henry - Sadie | 27 januari 2019 |  |
| De succesvolle zakenvrouw Lisa Varsey organiseert een feest voor haar familie en vrienden. Hat feest verloopt dan helemaal verkeerd wanneer haar zus Dani dood in het water wordt gevonden. Op het eerste gezicht wordt er gedacht aan een noodlottig ongeluk, maar de patholoog ontdekt dan dat er sprake is van moord. Vera start haar onderzoek en hoort geruchten dat Dani betrokken was in een gewelddadige relatie, en vraagt zich af of dit haar dood heeft veroorzaakt. De zaak neemt dan een verrassende wending wanneer duidelijk wordt dat de oorzaak van haar moord in een ander gebied van haar leven ligt. Vera begint te geloven dat Dani op het punt stond een groot geheim openbaar te maken. Vera moet nu de gehele familie ontleden, om zo bewijzen te vinden over wie Dani heeft vermoord. |            |             |                       |                    | |                 |  |
| 36 | 4          | The Seagull | Paul Matthew Thompson | Declan O'Dwyer     | Kathleen Cranham - Patty Michael Feast - Leonard Sidden Joanna Henry - Alison Mackie Clare Higgins - Elaine Sidden         | 3 februari 2019 |  |
| Wanneer een moord wordt gepleegd, moet Vera een oude zaak openen om zo de connectie vinden tussen deze moord en een skelet wat onder een verbrande nachtclub is gevonden. |            |             |                       |                    | |                 |  |